# Cékanon
Cékanon est une émission de télévision française pour la jeunesse animée par Éric Galliano et Valérie Pascale diffusée du 11 septembre 1991 au 18 décembre 1991 sur Antenne 2. La formule est revue à l'aube des vacances de Noël et est rebaptisée Pince-moi je rêve.